# Мотосейлер

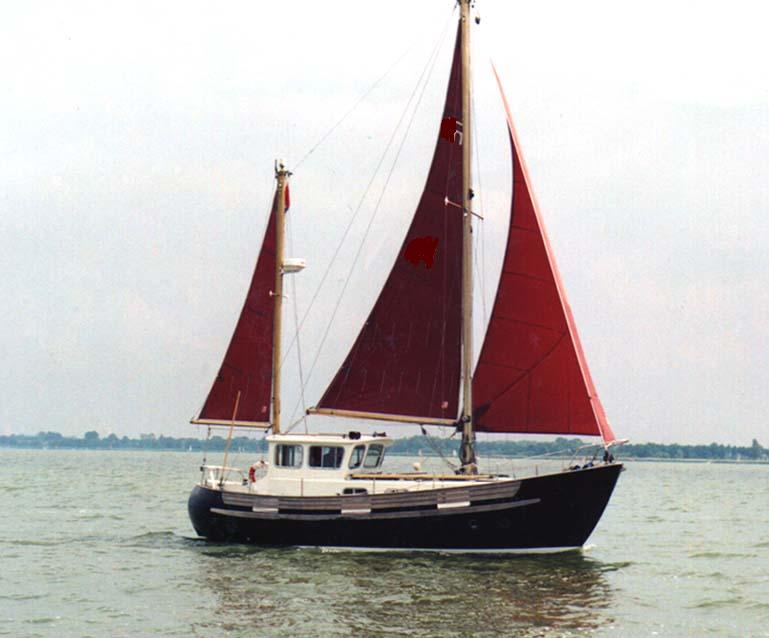
Мотосейлер-кеч Fisher 30

Мотосейлер — парусное судно с моторным двигателем по типу яхты, которое может двигаться за счёт своих парусов или двигателя независимо друг от друга при умеренном волнении или ветре. Мотосейлер может иметь отношение мощности паруса к мощности двигателя в диапазоне от 30/70 до 70/30 (процент мощности паруса / процент мощности двигателя).

## Характеристики
Мотосейлеры являются яхтами, двигатели которых обеспечивают движение на скорости при наименьшем волновом сопротивлении, близкой к скорости движения при умеренном волнении, и, в то же время, которые могут ходить под парусами без двигателя при умеренном ветре. У мотосейлеров обычно имеется крытый пост рулевого управления, который чаще всего является мостиком. Основное внимание в таких судах уделяется комфорту на море и возможности путешествовать на большие расстояния. Сравнительные возможности двигателя и парусов часто описываются как соотношение мощности паруса к двигателю:
- 30/70 — относительно небольшой размер паруса и большой двигатель.
- 50/50 — равная мощность от парусов и двигателя.
- 70/30 — мотосейлер с днищем и распределением балласта, что позволяет использовать мощный такелаж, несмотря на наличие резервуаров для воды и топлива.

Моторные парусники обычно оснащены гребными винтами с регулируемым шагом. Это необходимо для уменьшения сопротивления, возникающего из-за большого диаметра винтов.
Кроме того, в то время как парусная яхта часто вооружена бермудскими парусами на одной мачте, на мотосейлерах зачастую установлено несколько мачт по типу кеча или шхуны, что обеспечивает простоту управления парусами и лучший баланс парусного вооружения в ненастную погоду.
Мотосейлеры обладают следующими преимуществами по сравнению с обычными парусными яхтами:
- Увеличенное внутреннее пространство
- Повышенный комфорт и удобства на борту
- Надёжность корпуса
- Простота управления парусами